# Symphlebia panema
Symphlebia panema är en fjärilsart som beskrevs av Paul Dognin 1923. Symphlebia panema ingår i släktet Symphlebia och familjen björnspinnare. Inga underarter finns listade i Catalogue of Life.